# Nebřehovice
Nebřehovice falu és önkormányzat (obec) Csehország Dél-csehországi kerületének Strakonicei járásában. Területe 5,19 km², lakosainak száma 131 (2008. 12. 31). A falu Strakonicétől mintegy 6 km-re délkeletre, České Budějovicétől 48 km-re északnyugatra, és Prágától 100 km-re délre fekszik.
A település első írásos említése 1253-ből származik.

## Az önkormányzathoz tartozó települések
- Nebřehovice
- Zadní Ptákovice

## Nevezetességek
- Kápolna a település főterén.

## Népesség
A település népessége az elmúlt években az alábbi módon változott:
| Lakosok száma | 306  | 310  | 267  | 193  | 139  | 132  | 145  | 152  | 166  | 175  |
|               | 1869 | 1890 | 1921 | 1950 | 1980 | 2001 | 2017 | 2019 | 2022 | 2024 |